# Бернхард Нидерландски
Бернхард (29 юни 1911 – 1 декември 2004), принц на Нидерландия, принц на Липе-Бистерфелд, сеньор и граф на Шваленберг и Штернберг, е бивш принц-консорт на Нидерландия, съпруг на Юлиана Нидерландска, бивша кралица, и баща на кралица Беатрикс. Почива на 93-годишна възраст в Утрехт.
Роден е като Бернард Леополд Фридрих Еберхард Юлиус Курт Карл Готфрид Петер, граф на Липе-Бистерфелд (Bernhard Leopold Friedrich Eberhard Julius Kurt Karl Gottfried Peter zu Lippe-Biesterfeld) в Йена, Германия като първи син на принц Бернард фон Липе и баронеса Армгард фон Зирштопф-Крам. На 7 януари 1937 г. се жени за нидерландската принцеса-престолонаследница Юлиана. С кралски указ от 6 януари 1937 г. получава титлата „принц на Нидерландия“. От брака с Юлиана Нидерландска се раждат четири дъщери – Беатрикс (1938), Ирене (1939), Маргрит (1943) и Марайке (1947, по-късно сменила името си на Христина).
Принц Бернхард е основател и първи председател на Световния фонд за дивата природа. До 1976 г. е бил посланик на добра воля на нидерландския бизнес в чужбина. Изпълнявал е също така няколко висши военни функции. Бил е адютант на кралица Вилхелмина Нидерландска, която към края на Втората световна война го назначава за главнокомандващ на Вътрешните въоръжени сили на Нидерландия. От 1946 до 1976 г. принц Бернард е генерален инспектор на Кралските сухопътни, военновъздушни и военноморски сили.
1. ↑  NiederlandeNet – Monarchie - Personen A-Z - Prinz Bernhard //    12 юли 2012 г.  Архивиран от [{{{url}}} оригинала]. Посетен на 16 юни 2024 г.